# Хотмыжское сельское поселение
Хотмыжское сельское поселение — муниципальное образование в Борисовском районе Белгородской области России.
Административный центр — село Хотмыжск.

## История
Хотмыжское сельское поселение образовано 20 декабря 2004 года в соответствии с Законом Белгородской области № 159.

## Население
| 2010  | 2011  | 2012  | 2013  | 2014  | 2015  | 2016  | 2017  | 2018  |
| ----- | ----- | ----- | ----- | ----- | ----- | ----- | ----- | ----- |
| 1223  | ↘1219 | ↘1204 | →1204 | ↘1202 | ↗1218 | ↗1223 | ↗1232 | ↘1216 |
| 2019  | 2020  | 2021  |       |       |       |       |       |       |
| ↘1201 | ↗1211 | ↘1175 |       |       |       |       |       |       |

## Состав сельского поселения
| № | Населённый пункт | Тип населённого пункта       | Население |
| - | ---------------- | ---------------------------- | --------- |
| 1 | Никольский       | хутор                        | ↘53       |
| 2 | Отруб            | хутор                        | ↗57       |
| 3 | Покровка         | село                         | ↗27       |
| 4 | Хотмыжск         | село, административный центр | ↘1086     |